# 圣安杰洛-洛迪贾诺
圣安杰洛-洛迪贾诺（義大利語：Sant'Angelo Lodigiano），是意大利洛迪省的一个市镇。总面积20平方公里，人口13324人，人口密度666.2人/平方公里（2009年）。ISTAT代码为098050。